# Ocskó Lajos
Ocskó Lajos, Kalazanci Szt Józsefről nevezve (Kiskundorozsma, Csongrád vármegye, 1887. november 5. — Szeged, 1946. április 25.) magyar piarista szerzetes, katolikus pap, tanár és egyházi író.

## Életútja
1904. augusztus 27-én lépett be a piarista rendbe, 1910. december 14-én tett ünnepélyes fogadalmat.  Teológiai tanulmányait Budapesten végezte, 1912. augusztus 1-jén szentelték pappá. 1912-ben Kolozsvárra helyezték, ahol 1922-től a kegyes tanítórend alapította Hittudományi és Tanárképző Intézet lelki igazgatója, teológiai tanára. A teológiai tudományok doktora, katolikus folyóiratok munkatársa.
1937-től a Báthory–Apor Szeminárium rektora. 1944-től Debrecenben rektor, de innen betegség miatt hamarosan a Budakeszire, a tüdőszanatóriumba került, itt élte át Budapest ostromát, amíg egészsége engedte, kórházi lelkészi teendőket látott el. 1945 tavaszán gyenge egészségi állapota miatt rokonai Kiskundorozsmára vitték. 1946. április 13-án befogadta a szegedi piarista rendház, itt érte a halál. A szegedi Belvárosi temetőben a piarista sírboltban helyezték örök nyugalomra.

## Munkáiból
- Jézus Krisztus életeszménye (Kolozsvár, 1925)
- A mélységek lelkülete (Szilágysomlyó, 1934)